# Lepidocarididae
Lepidocarididae is een uitgestorven familie van kreeftachtigen uit de klasse van de Branchiopoda (blad- of kieuwpootkreeftjes).

## Geslachten
- Lepidocaris Scourfield, 1926